# Kügelgenhaus
La Kügelgenhaus è un edificio di Dresda che ospita il Museum der Dresdner Romantik (Museo del Romanticismo), un museo d'arte, letteratura e musica. Il museo, inaugurato nel 1981, si trova nell'ex appartamento del pittore Gerhard von Kügelgen ed è dedicato agli artisti dell'epoca romantica e alle loro opere. È uno dei musei della città di Dresda ed è anche conosciuto con il suo nome precedente, Museum zur Dresdner Frühromantik.

## Storia

### Edificio
La casa fu costruita alla fine del XVII secolo, in stile barocco, tra il 1697 e il 1699, come edificio a tre piani, successivamente ingrandito e dotato di una torretta. Si inserisce nella zona circostante con le sue case barocche, tipiche della zona sulla vicina Königstraße.
Fu abitata dal pittore Gerhard von Kügelgen con la sua famiglia, dalla fine dell'estate 1808 fino al suo assassinio nel marzo 1820. In essa ricevette numerose personalità, tra cui Johann Wolfgang von Goethe. Il figlio di Kügelgen, il pittore Wilhelm von Kügelgen, descrisse, tra le altre cose, la vita sociale della sua famiglia nella Kügelgenhaus, gli ospiti e le loro discussioni su argomenti teorici e storici dell'arte nel suo libro "Jugenderinnerungen eines Alten Mannes", pubblicato postumo nel 1870.
L'edificio fu leggermente danneggiato dai bombardamenti aerei su Dresda nel 1945 e non venne rinnovato fino a quando la Hauptstraße non è stata ricostruita alla fine degli anni 1970. Nel 1978, lo storico dell'arte di Dresda Karl-Ludwig Hoch suggerì l'istituzione di un museo romantico nella Kügelgenhaus. Poi nel marzo 1981 è stato aperto il "Museo del primo romanticismo di Dresda". Solo successivamente è stato ribattezzato con il nome attuale. Oggi è uno dei musei della città di Dresda.

### Museo

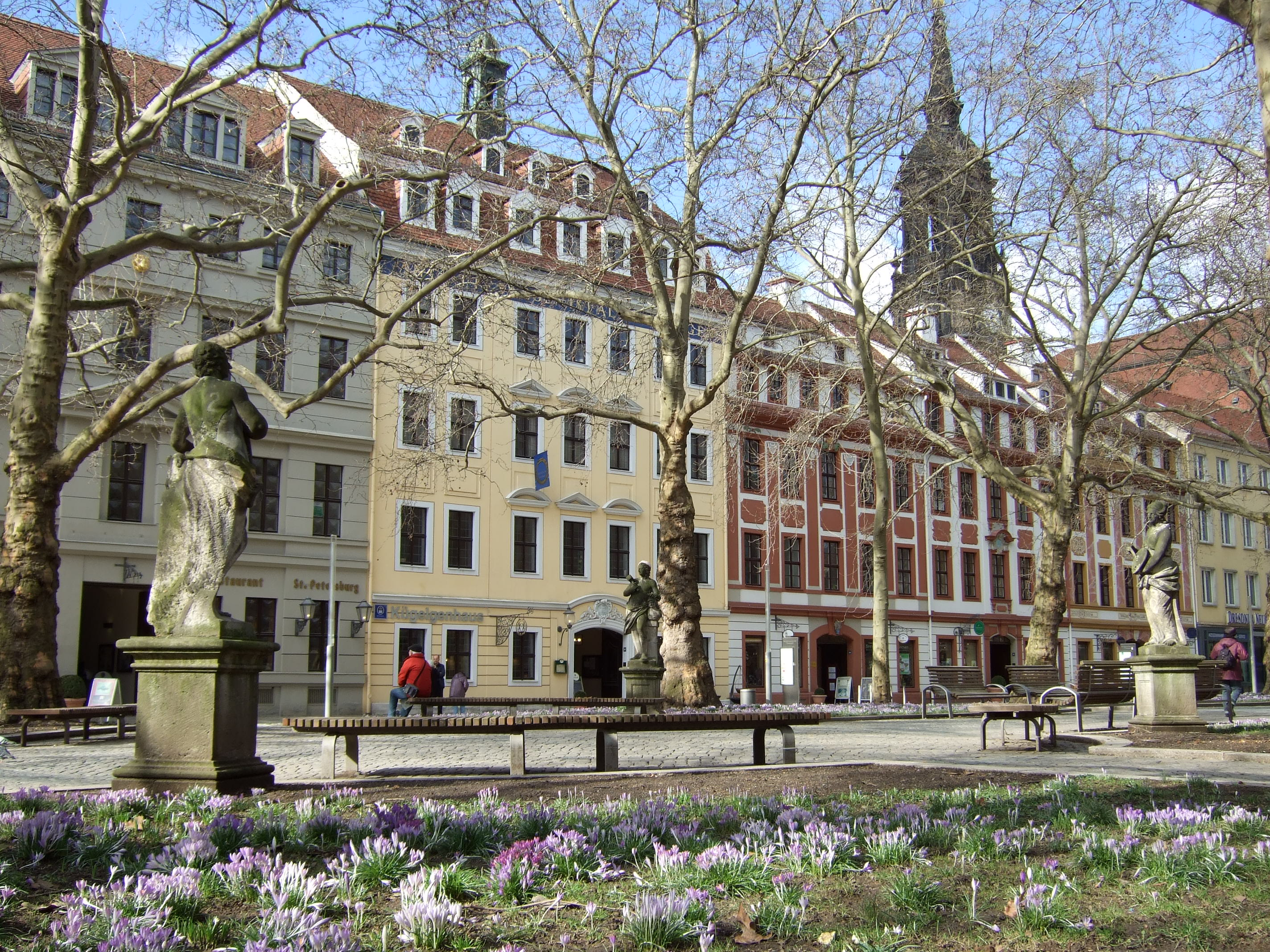
Hauptstraße con il Kügelgenhaus 2011, sullo sfondo la torre della Dreikönigskirche

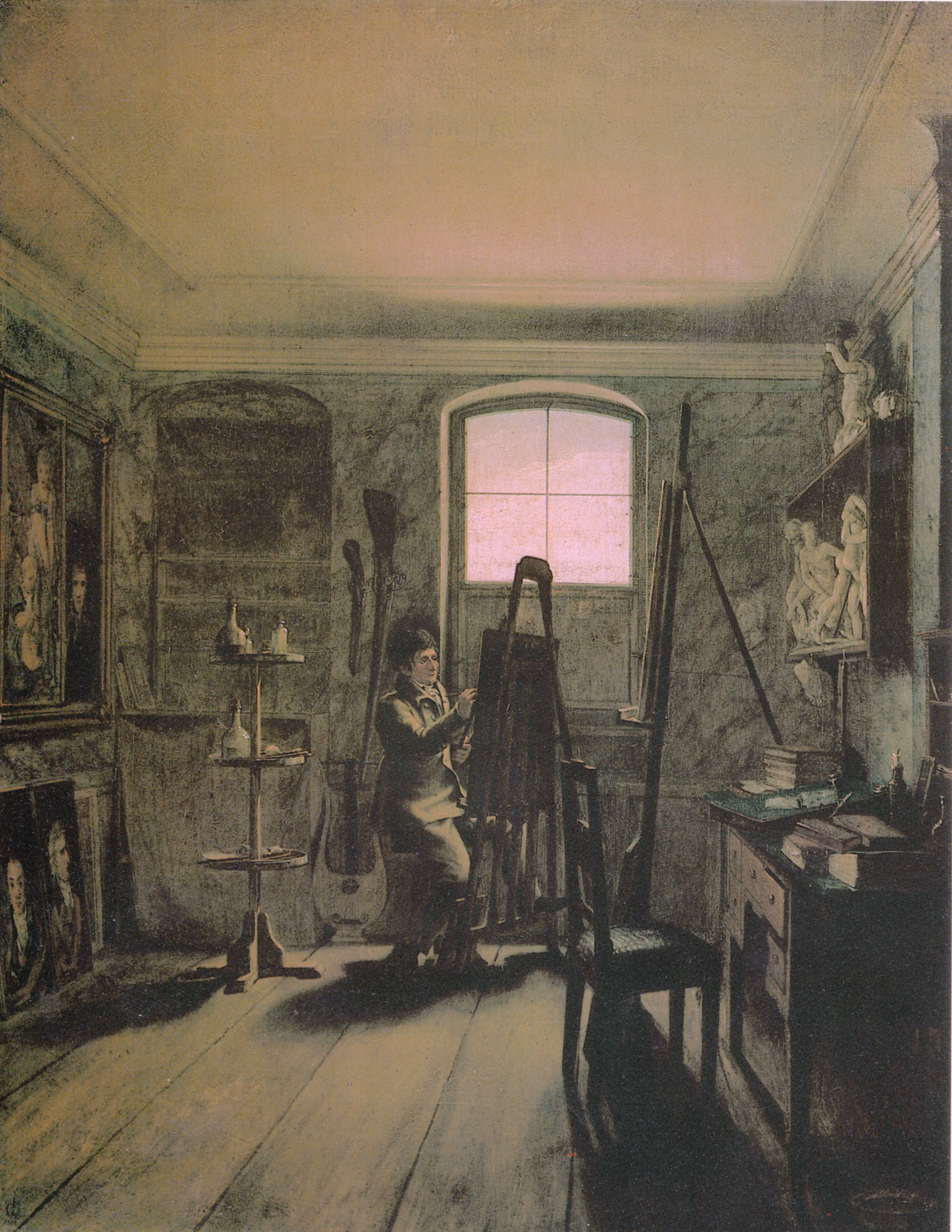
Il dipinto di Georg Friedrich Kersting "Atelier del pittore Gerhard von Kügelgen" è servito da modello per la fedele ricostruzione dello studio di Kügelgen per la mostra odierna.

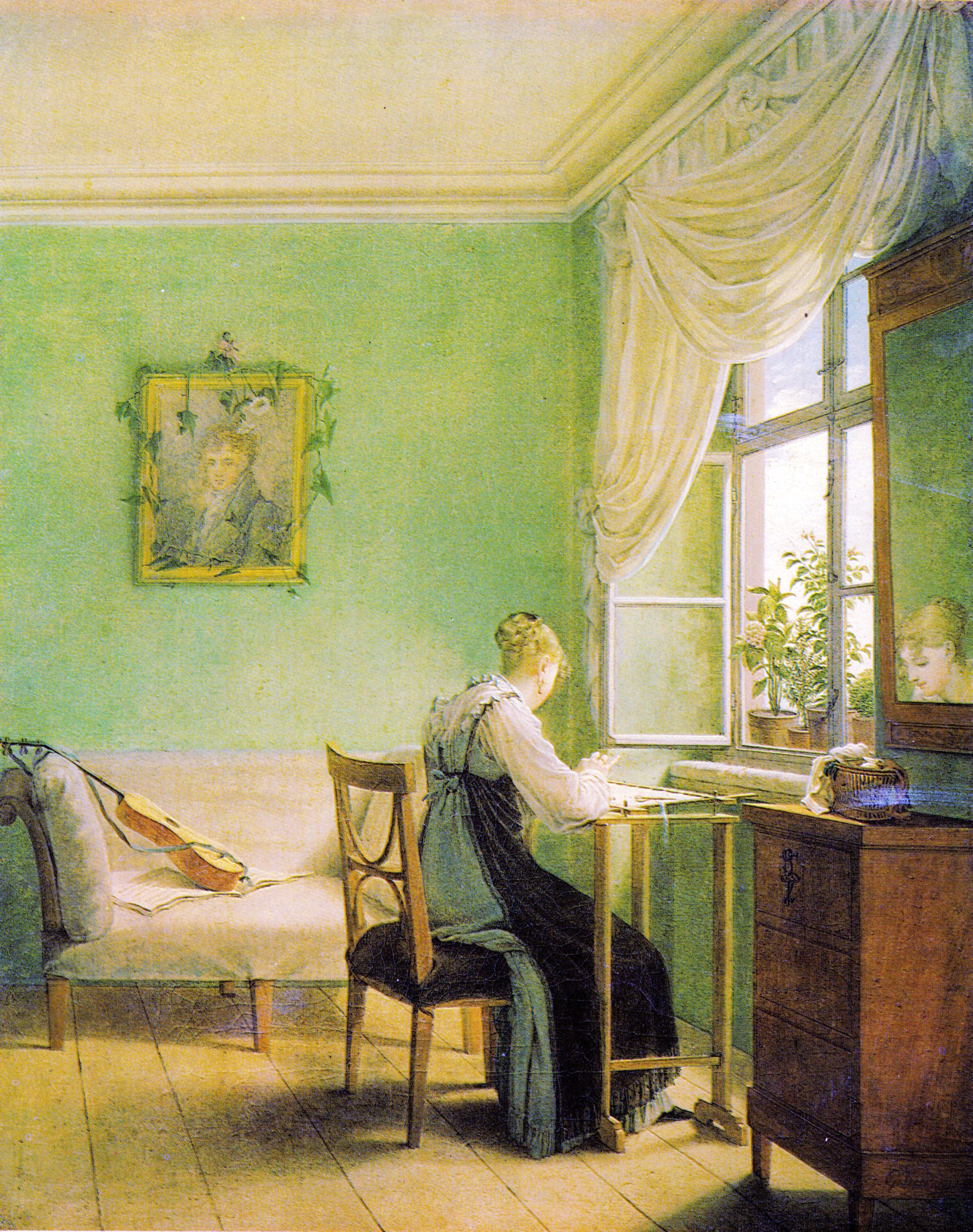
Il dipinto " la ricamatrice " di Georg Friedrich Kersting mostra Louise Seidler in una delle sale espositive di oggi.

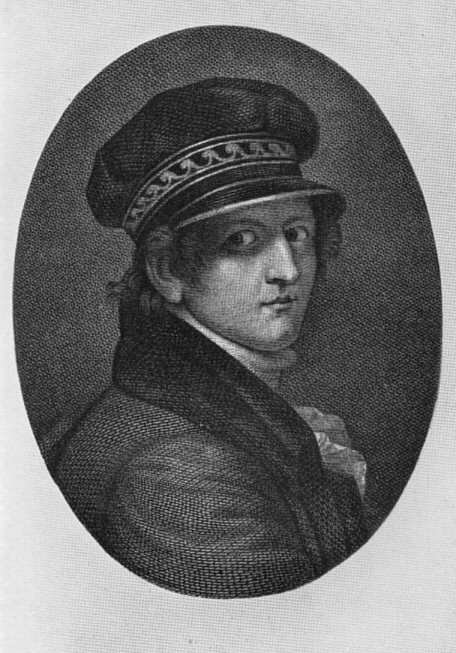
Gerhard von Kügelgen

Il museo si trova nella cosiddetta Kügelgenhaus, in Hauptstraße 13, nel quartiere Innere Neustadt nel centro di Dresda. Si trova nelle stanze dell'ex appartamento di Gerhard von Kügelgens e della sua famiglia ed è ospitato al secondo piano di questo edificio. Il Kügelgenhaus si trova nelle vicinanze della Dreikönigskirche.
Immediatamente sotto la gronda, c'è un motto che si estende per l'intera larghezza della facciata principale: "AN GOTTES SEGEN IST ALLES GELEGEN" ("TUTTO È POSTO SULLA BENEDIZIONE DI DIO". In passato, intorno al 1730, l'ex edificio residenziale era quindi denominato "Casa di Dio". I soffitti originali con travi in legno con i dipinti emblematici del XVII secolo sono di valore architettonico. Due sale con stucchi sono state trovate durante la ricostruzione della casa, tra il 1974 e il 1980, come parte della ricostruzione del Neustädter Markt e dell'area di Hauptstrasse.
Altri musei di Dresda nella zona sono il Museo Erich Kästner, il Kunsthaus Dresden così come i musei nel Jägerhof e il Palazzo giapponese.

## Esposizione
La mostra del museo si estende su nove sale. Affronta il periodo tra la fine del XVIII e la metà del XIX secolo. Si tratta del Romanticismo tedesco, che rappresenta un'epoca storica culturale e intellettuale significativa per Dresda. Aveva un'aura ben oltre i limiti della città di quel tempo; diversi artisti importanti di quel periodo lavoravano a Dresda in quell'epoca. La presentazione della loro vita e delle loro opere è l'argomento del museo, che affronta una vasta gamma di tematiche, dalla filosofia alla letteratura, dalla pittura alla musica romantica. La mostra documenta anche la situazione politica ed economica di quesll'epoca e il modo di vivere nel periodo Biedermeier.
In una delle stanze, il mecenate Christian Gottfried Körner viene presentato con la cerchia di artisti che si era formata intorno a lui. Tra questi Friedrich Schiller, tra gli altri. A questo proposito, la sala in questione si integra tematicamente con l'esposizione della Schillerhäuschen nel quartiere di Loschwitz. I ritratti di Anton Graff completano questa area espositiva. Si occupa anche della pittrice e disegnatrice Dora Stock, imparentata per matrimonio con Körner e le cui opere andarono in parte perdute durante la seconda guerra mondiale. Erano esposte nell'ex museo del grano, che si trovava a 100 metri a sud-ovest della Kügelgenhaus sull'ex Kohlmarkt, e molte andarono bruciate nel 1945 quando il museo fu distrutto dai raid aerei su Dresda. Parte dell'eredità artistica e scritta della Stock è mostrata nella Kügelgenhaus, e parte del materiale scritto è negli archivi della città di Dresda.
Nel museo vengono presentati anche la famiglia von Kügelgen e i suoi ospiti, tra cui Johann Wolfgang von Goethe e Caspar David Friedrich. Lo studio di Gerhard von Kügelgens è stato ricreato ricavandolo da un dipinto di Georg Friedrich Kersting ed è ora una delle attrazioni speciali del museo. Piccoli eventi si svolgono regolarmente nell'ex salone della famiglia von Kügelgen, la sala più grande del museo.
Oltre alla vita e all'opera di importanti scrittori del primo romanticismo come Ludwig Tieck, Novalis, i fratelli Friedrich e August Wilhelm Schlegel e Wilhelm Heinrich Wackenroder, è documentata anche l'opera dei pittori romantici Caspar David Friedrich, Philipp Otto Runge e Carl Gustav Carus. Altre sale espongono il lavoro dei compositori Ernst Theodor Amadeus Hoffmann, Robert Schumann e Richard Wagner a Dresda. Viene presentato anche Carl Maria von Weber, anche se c'è una mostra permanente a lui dedicata a Dresda nel Museo Carl Maria von Weber del quartiere di Hosterwitz.
Una copia parziale della Madonna Sistina di Raffaello è stata nel museo dal marzo 2007, mentre l'originale è nella Gemäldegalerie Alte Meister delle Collezioni statali d'arte di Dresda sull'altro lato dell'Elba. Un'altra area del museo si occupa della storia del quartiere Innere Neustadt, sorto dall'ex Altendresden indipendente sulla riva destra dell'Elba.